# Procurar e destruir

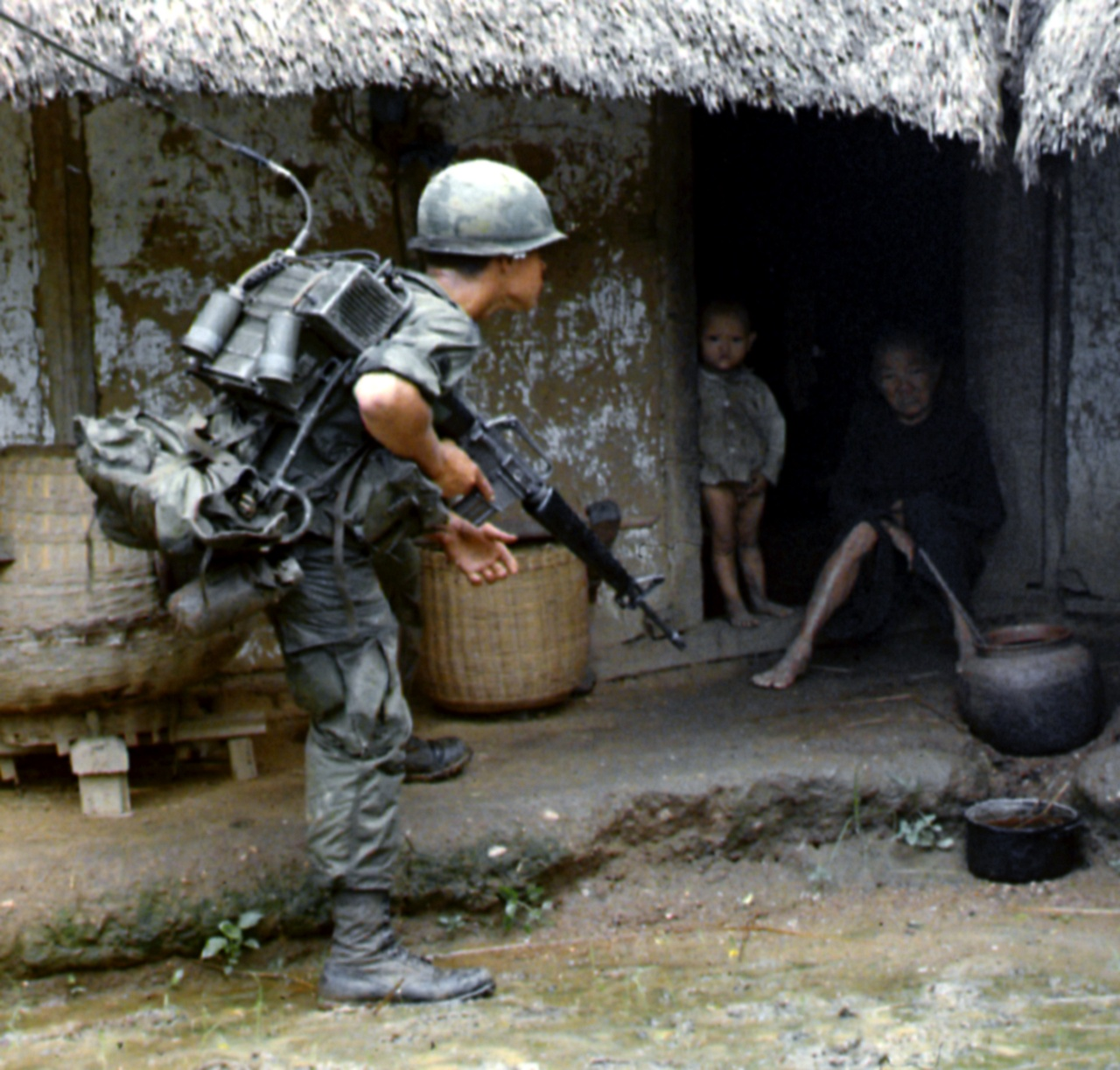
Um soldado americano procurando por guerrilheiros vietcongs (1966).

Procurar e destruir ou busca e destruição (em inglês: Search and Destroy ou Seek and Destroy) é uma  estratégia militar que se tornou notória durante a chamada Emergência Malaia e na Guerra do Vietnã. A ideia é enviar unidades terrestres a território hostil para procurar o inimigo e, então, destruí-lo, retirando-se da área logo depois. O surgimento do helicóptero, que mudou o formato de muitas táticas, deu uma nova cara a esse tipo de luta. Essa estratégia é considerada uma boa forma de contra-guerrilha. Ela veio como uma segunda opção à estratégia "clear and hold" ("limpar e manter"), que consistia em tomar a posição do inimigo e, então, fortificar a posição para mantê-la sob controle. Em teoria, já que o método tradicional não funcionava contra guerrilheiros bem treinados e preparados, essa estratégia vem como uma forma de "guerra de atrito", procurando o inimigo e destruindo-o, infligindo a eles o máximo de perdas possível. No Vietnã, onde essa tática tornou-se mais conhecida, pequenos grupos de soldados invadiam o território inimigo (a pé ou de helicóptero) à procura dos guerrilheiros vietcongs e, então, matavam-nos. A eficiência dessa tática foi bastante questionada, e muitos civis morreram nos combates.